# Tashi Paljor
 (février 2024).
Si vous disposez d'ouvrages ou d'articles de référence ou si vous connaissez des sites web de qualité traitant du thème abordé ici, merci de compléter l'article en donnant les références utiles à sa vérifiabilité et en les liant à la section « Notes et références ».
Taï Sitou Rinpoché
Tashi Namgyal Chokyi Gocha
Tashi Paljor tibétain : བཀྲ་ཤིས་དཔལ་འབྱོར, Wylie : bkra shis dpal 'byor (1498-1541) est le 3e Taï Sitou Rinpoché, un  tulkou important de la lignée karma-kagyu. 